# Heterobostrychus aequalis
Heterobostrychus aequalis là một loài bọ cánh cứng trong họ Bostrichidae. Loài này được Waterhouse miêu tả khoa học năm 1884.

## Hình ảnh

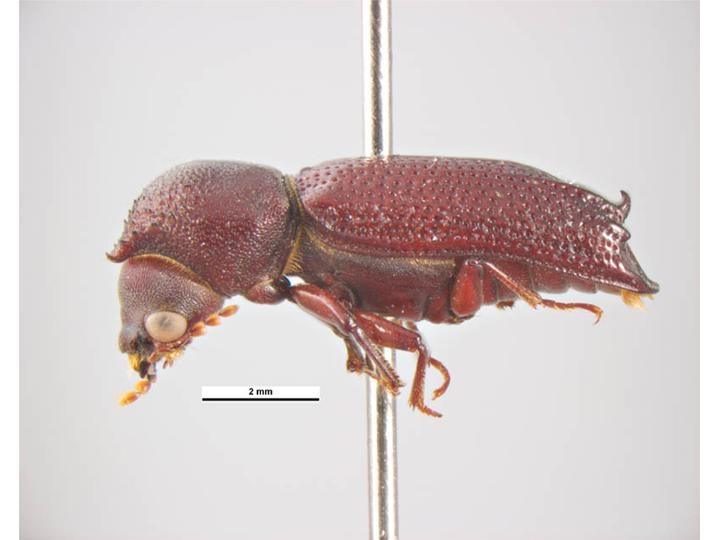
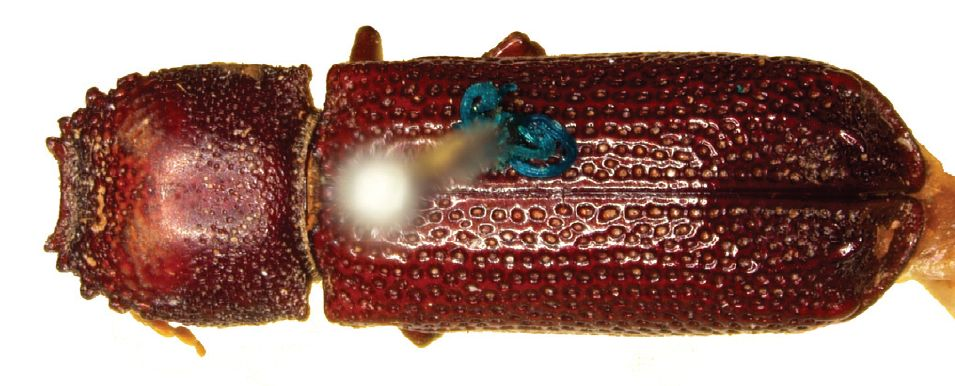
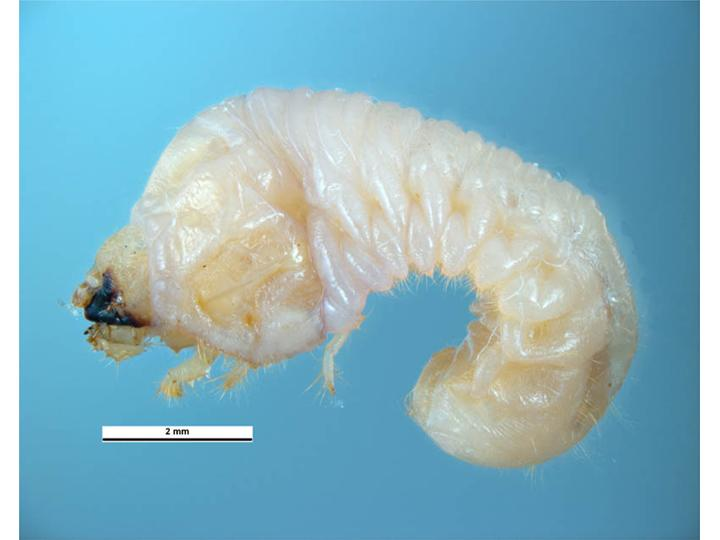